# Ilgio ežeras (II)
Ilgio ežeras (II) este o arie protejată (arie specială de conservare — SAC, sit de importanță comunitară — SCI) din Lituania întinsă pe o suprafață de 17,08 ha, integral pe uscat.

## Localizare
Centrul sitului Ilgio ežeras (II) este situat la coordonatele 55°12′11″N 26°16′15″E / 55.2031°N 26.2708°E.

## Înființare
Situl Ilgio ežeras (II) a fost declarat sit de importanță comunitară în februarie 2004 pentru a proteja 1 specie de animale. Situl a fost protejat și ca arie specială de conservare în august 2020.

## Biodiversitate
Situată în ecoregiunea boreală, aria protejată conține 1 habitat natural: Ape puternic oligomezotrofe cu vegetație bentonică cu Chara spp..
La baza desemnării sitului se află o specie protejată de  mamifere: vidră de râu (Lutra lutra).